# Telaranea gottscheana
Telaranea gottscheana là một loài rêu tản trong họ Lepidoziaceae. Loài này được (Lindenb.) E.A. Hodgs. miêu tả khoa học lần đầu tiên năm 1962.